# I-League 2017
La I-League 2017 (conocida como la Hero I-League por razones de patrocinio) fue la octava temporada de la I-League, la liga profesional de fútbol de la India, desde su establecimiento en el 2007. La temporada comenzó el 17 de enero de 2017.
El Aizawl es el campeón defensor, habiendo ganado su primer título. Los clubes Dempo ascendió desde la I-League Segunda División pero desistieron de participar, junto a los clubes de la ciudad de Goaː Salgaocar y Sporting Goa. El Aizawl FC fue reinstalado en la liga luego de descender la temporada anterior mientras que los clubes Churchill Brothers, Chennai City, y Minerva Punjab obtuvieron una entrada directa en la I-League.

## Equipos
East Bengal

Mohun Bagan

Diez equipos compitieron en la liga. Se suponía que la mayoría de los equipos de la temporada anterior así como el recién promovido Dempo jugarán la temporada. Dempo fue promovido a la I-League el 30 de mayo de 2016, al derrotar al Minerva Academy 3–1. El Aizawl fue relegado de la I-League la temporada anterior, a pesade de finalizar sobre DSK Shivajians quien ocupó el último lugar pero esta exoneado de descenso. Sin embargo, el 27 de septiembre de 2016, la Federación de Fútbol de la India (AIFF) anunció que el Aizawl debería ser reinstalado en la I-League para la temporada 2017 season.
A lo largo del verano de 2016, los tres clubes de Goa - Dempo, Salgaocar y Sporting Goa - manifestaron indecisión sobre su participación en la liga. El 24 de junio de 2016 se anunció que los clubes Salgaocar y el Sporting de Goa se retirarían de la I-League tras su disgusto sobre la hoja de ruta propuesta para el fútbol indio para la temporada 2017-18, con el Dempo también amenazando con hacerlo. Sin embargo, en septiembre de 2015 se reveló que a pesar de retirar a Sporting de Goa y a Dempo todavía se someteerían su licencias de AFC necesarios para el juego de la I-Liga. Entonces se reveló el 10 de noviembre que el Sporting Goa y Dempo recibieron licencias nacionales para la I-League. A pesar de esto, sin embargo, el 22 de noviembre de 2016 fue anunciado oficialmente por el Sporting Goa que se retiraría de la I-League para siempre.
Además de tratar con la salida potencial de los clubes de Goa de la liga, la AIFF también estuvo trabajado en la prestación de entrada directa para algunos clubes en la I-League para esta temporada. El 26 de octubre de 2016 se reveló que tanto la Minerva Academy como el FC Bardez habían presentado documentos para entrar directamente en la I-League. Sin embargo, el 23 de noviembre se anunció que la AIFF publicaría nuevas ofertas para una entrada directa para de la liga después de que ninguna de las tres interesados que aplicó cumplió los criterios financieros.
El 8 de diciembre de 2016, después de la salida confirada del Dempo de la liga, la AIFF reinstaló al Churchill Brothers dentro de la I-League. Finalmente, el 11 de diciembre de 2016, la AIFF garantizó la entrada directa de los clubes Chennai City y Minerva Punjab ara llevar el número de equipos en la liga a diez.

### Datos generales
| Equipo             | Ciudad               | Estadio                     | Aforo  |
| ------------------ | -------------------- | --------------------------- | ------ |
| Aizawl             | Aizawl, Mizoram      | Rajiv Gandhi Stadium        | 5,000  |
| Bengaluru FC       | Bangalore, Karnataka | Sree Kanteerava             | 24,000 |
| Chennai City       | Chennai, Tamil Nadu  | Jawaharlal Nehru de Chennai | 40,000 |
| Churchill Brothers | Vasco da Gama, Goa   | Tilak Maidan Stadium        | 12,000 |
| DSK Shivajians     | Pune, Maharashtra    | Balewadi Stadium            | 12,000 |
| East Bengal        | Kolkata, West Bengal | Barasat Stadium             | 22,000 |
| Minerva Punjab     | Ludhiana, Punjab     | Guru Nanak Stadium          | 15,000 |
| Mohun Bagan        | Kolkata, West Bengal | Rabindra Sarobar Stadium    | 22,000 |
| Mumbai             | Mumbai, Maharashtra  | Cooperage Ground            | 5,000  |
| Shillong Lajong    | Shillong, Meghalaya  | Jawaharlal Nehru Stadium    | 30,000 |

### Personal y equipaciones
| Equipo             | Entrenador      | Indumentaria   | Patrocinador            |
| ------------------ | --------------- | -------------- | ----------------------- |
| Aizawl             | Khalid Jamil    | Vamos          | NE Consultancy Services |
| Bengaluru FC       | Albert Roca     | Puma           | JSW Group               |
| Chennai City       | V Soundararajan | Classic Polo   | Baako                   |
| Churchill Brothers | Derrick Pereira | Strikke Sports | Churchill Group         |
| DSK Shivajians     | Dave Rogers     | Nivia          | DSK Group               |
| East Bengal        | Mridul Banerjee | Shiv Naresh    | Kingfisher              |
| Minerva Punjab     | Surinder Singh  | T10 Sports     | Indian Armed Forces     |
| Mohun Bagan        | Sanjoy Sen      | Shiv Naresh    | None                    |
| Mumbai             | Oscar Bruzon    | Nivia          | Playwin                 |
| Shillong Lajong    | Thangboi Singto | Adidas         | Gionee                  |

### Jugadores foráneos
La restricción de jugadores extranjeros está estipulada en cuatro por equipo, incluyendo un cupo para un jugador de los países de la AFC. Un equipo puede usar cuatro jugadores extranjeros sobre el campo, incluyendo al menos un jugador de algún país AFC.
| Club               | Jugador 1         | Jugador 2         | Jugador 3             | Jugador AFC          |
| ------------------ | ----------------- | ----------------- | --------------------- | -------------------- |
| Aizawl             | Alfred Jaryan     | Kingsley Obumneme | Kamo Stephane Bayi    | Mahmoud Amnah        |
| Bengaluru FC       | John Johnson      | Juanan            | Marjan Jugović        | Cameron Watson       |
| Chennai City       | Marcos Thank      | Charles           | Echezona Anyichie     |                      |
| Churchill Brothers | Anthony Wolfe     | Ansumana Kromah   |                       | Bektur Talgat Uulu   |
| DSK Shivajians     | Juan Quero        | Shane McFaul      | Saša Kolunija         | Kim Song-yong        |
| East Bengal        | Wedson Anselme    | Ivan Bukenya      | Willis Plaza          | Chris Payne          |
| Minerva Punjab     | Loveday Enyinnaya | Victor Amobi      | Kareem Omolaja        | Sang-Min Kim         |
| Mohun Bagan        | Sony Norde        | Darryl Duffy      | Eduardo Ferreira      | Katsumi Yusa         |
| Mumbai FC          | Densill Theobald  |                   |                       | Djelaludin Sharityar |
| Shillong Lajong    | Fábio Pena        | Dan Ignat         | Aser Pierrick Dipanda | Yuta Kinowaki        |

## Tabla de posiciones
|     | Equipos de fútbol  | PJ | G  | E  | P  | GF | GC | Dif | Pts |
| --- | ------------------ | -- | -- | -- | -- | -- | -- | --- | --- |
| 01. | Aizawl FC (C)      | 18 | 11 | 04 | 03 | 24 | 14 | 10  | 37  |
| 02. | Mohun Bagan AC     | 18 | 10 | 06 | 02 | 27 | 12 | 15  | 36  |
| 03. | East Bengal FC     | 18 | 10 | 03 | 05 | 33 | 15 | 18  | 33  |
| 04. | Bengaluru FC       | 18 | 08 | 06 | 04 | 30 | 15 | 15  | 30  |
| 05. | Shillong Lajong FC | 18 | 07 | 05 | 06 | 24 | 23 | 1   | 26  |
| 06. | Churchill Brothers | 18 | 05 | 05 | 08 | 24 | 26 | -2  | 20  |
| 07. | DSK Shivajians FC  | 18 | 04 | 06 | 08 | 22 | 30 | -8  | 18  |
| 08. | Chennai City FC    | 18 | 04 | 05 | 09 | 15 | 29 | -14 | 17  |
| 09. | Minerva Punjab FC  | 18 | 02 | 07 | 09 | 17 | 33 | -16 | 15  |
| 10. | Mumbai FC (D)      | 18 | 02 | 07 | 09 | 9  | 28 | -19 | 15  |

PJ = Partidos jugados; G = Partidos ganados; E = Partidos empatados; P = Partidos perdidos; GF = Goles anotados; GC = Goles recibidos; Dif = Diferencia de goles; Pts = Puntos; 

(C) = Campeón; (D) = Descendido; (P) = Promovido; (E) = Eliminado; (O) = Ganador de Play-off; (A) = Avanza a siguiente ronda.

Fuente:
|  | Liga de Campeones 2018 (Play-Off)            |
|  | Copa AFC 2018 (Fase de grupos)               |
|  | Descenso a la I-League Segunda División 2018 |

## Goleadores
| Pos. | Jugador               | Club               | Goles |
| ---- | --------------------- | ------------------ | ----- |
| 1    | Aser Pierrick Dipanda | Shillong Lajong    | 11    |
| 2    | Willis Plaza          | East Bengal        | 9     |
| 3    | Wedson Anselme        | East Bengal        | 8     |
| 3    | Darryl Duffy          | Mohun Bagan        | 8     |
| 5    | Sunil Chhetri         | Bengaluru FC       | 7     |
| 5    | C.K. Vineeth          | Bengaluru FC       | 7     |
| 7    | Kamo Stephane Bayi    | Aizawl FC          | 6     |
| 7    | Ansumana Kromah       | Churchill Brothers | 6     |
| 9    | Bektur Talgat Uulu    | Churchill Brothers | 5     |
| 9    | Jeje Lalpekhlua       | Mohun Bagan        | 5     |
| 9    | Robin Singh           | East Bengal        | 5     |

## Premios

### Jugador de partido
| jornada | Jugador de los partidos | Jugador de los partidos | Jugador de los partidos | Jugador de los partidos | Jugador de los partidos |
| ------- | ----------------------- | ----------------------- | ----------------------- | ----------------------- | ----------------------- |
| 1       | Kingsley Obumneme       | Udanta Singh            | Thoi Singh              | Kingsley Fernandes      | Karanjit Singh          |
| 2       | Mahmoud Amnah           | Darryl Duffy            | Willis Plaza            | Karanjit Singh          | Adil Khan               |
| 3       | Mahmoud Amnah           | Jeje Lalpekhlua         | Milan Singh             | Lalrindika Ralte        | C.K. Vineeth            |
| 4       | Rupert Nongrum          | Jerry Mawihmingthanga   | Marcos Thank            | Ivan Bukenya            | Jayesh Rane             |
| 5       | Saša Kolunija           | Chesterpoul Lyngdoh     | Aser Pierrick Dipanda   | Marcos Thank            | Wedson Anselme          |
| 6       | Aser Pierrick Dipanda   | Alfred Jaryan           | Rowilson Rodrigues      | Willis Plaza            | Katsumi Yusa            |
| 7       | Anirudh Thapa           | Prabir Das              | Vishal Kaith            | Wedson Anselme          | Holicharan Narzary      |
| 8       | Kingsley Obumneme       | Charles                 | Shane McFaul            | Sunil Chhetri           | Rehenesh TP             |
| 9       | Brandon Fernandes       | Albino Gomes            | Laxmikant Kattimani     | Vishal Kaith            | Vinit Rai               |
| 10      | Anthony Wolfe           | Aser Pierrick Dipanda   | Densil Theobald         | Balwant Singh           | Laldanmawia Ralte       |
| 11      | Brandon Vanlalremdika   | Robin Singh             | Anthony Wolfe           | Arnab Das Sharma        | Vishal Kaith            |
| 12      | Aser Pierrick Dipanda   | Chesterpoul Lyngdoh     | Kamo Stephane Bayi      | Lenny Rodrigues         | Nanda Kumar             |
| 13      | Nim Dorjee Tamang       | Laldanmawia Ralte       | Naveen Kumar            | Daniel Lalhlimpuia      | Sony Norde              |
| 14      | Kareem Omolaja          | Holicharan Narzary      | Arindam Bhattacharya    | Vishal Kaith            | Karanjit Singh          |
| 15      | Michael Soosairaj       | Milan Singh             | Laxmikant Kattimani     | Jayesh Rane             | Sony Norde              |
| 16      | Cameron Watson          | Kamo Stephane Bayi      | Krishna Pandit          | Jerry Mawihmingthanga   | Karanjit Singh          |
| 17      | Zohmingliana Ralte      | Bektur Talgat Uulu      | Sunil Chhetri           | Rowllin Borges          | Isaac Vanlalsawma       |
| 18      | Mandar Rao Desai        | Bikash Jairu            | Kim Song-yong           | Kamo Stephane Bayi      | Sony Norde              |